# James W. Patterson

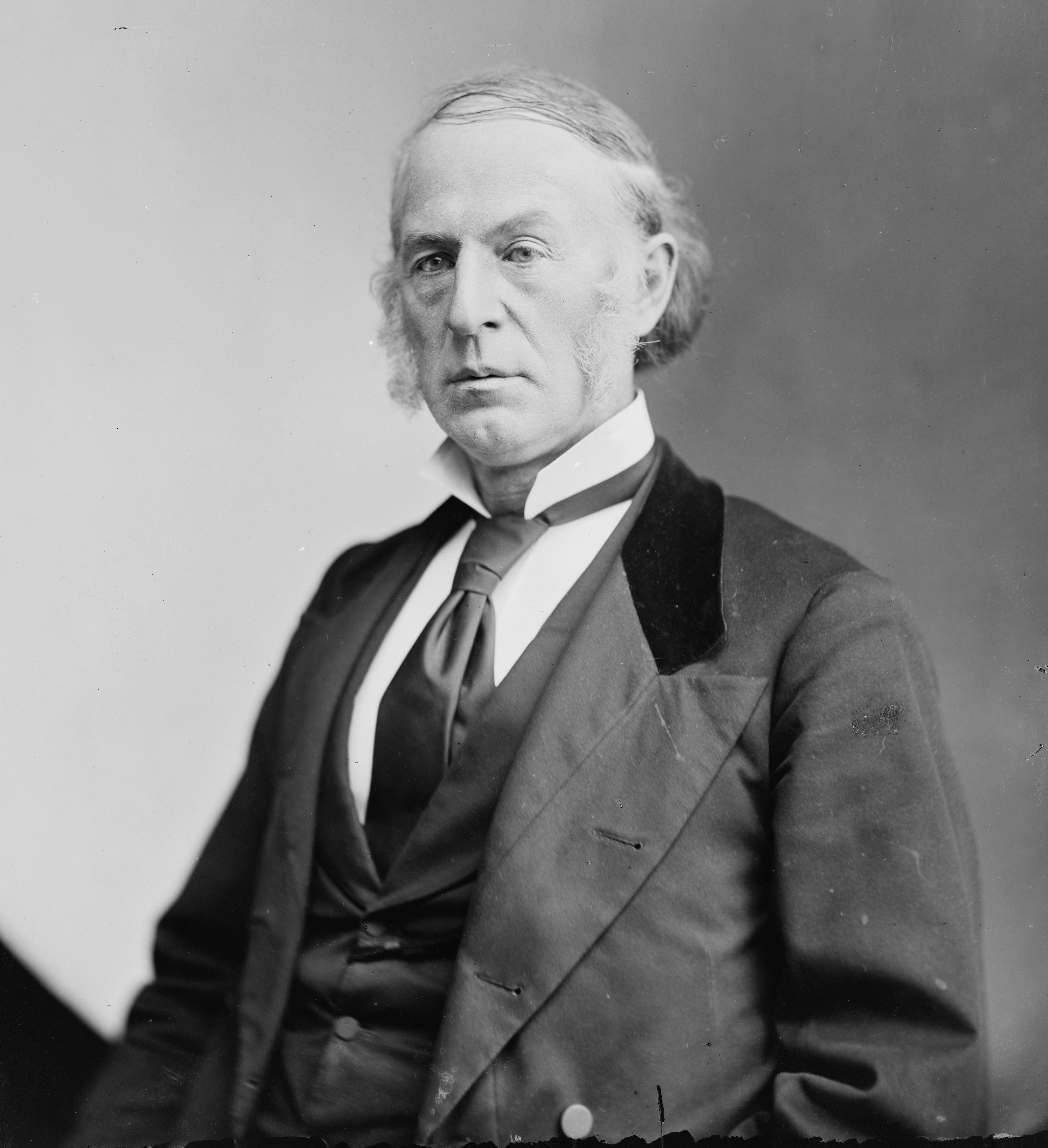
James Willis Patterson

James Willis Patterson, född 2 juli 1823 i Henniker i New Hampshire, död 4 maj 1893 i Hanover i New Hampshire, var en amerikansk republikansk politiker. Han representerade delstaten New Hampshire i båda kamrarna av USA:s kongress, först i representanthuset 1863–1867 och sedan i senaten 1867–1873.
Patterson utexaminerades 1848 från Dartmouth College. Han arbetade i två år som rektor för skolan Woodstock Academy i Woodstock, Connecticut. Patterson undervisade från och med 1854 i matematik, astronomi och meteorologi vid Dartmouth College.
Patterson blev invald i representanthuset i kongressvalet 1862. Han omvaldes 1864. Han efterträdde 1867 George G. Fogg som senator för New Hampshire. Han efterträddes 1873 i senaten av Bainbridge Wadleigh.
Patterson avled 1893 och han gravsattes på Dartmouth College Cemetery i Hanover.